# Baie Teplitz
La baie Teplitz (en russe : Бухта Теплиц) est une baie de l'île Prince Rudolf dans l'archipel François-Joseph.

## Histoire
Point de départ des navires en direction du pôle Nord, elle est célèbre pour le naufrage de l'America d'Anthony Fiala en janvier 1904.
Louis-Amédée de Savoie, duc des Abruzzes y hiverne en 1899.